# Buga Buga
Buga Buga és una sèrie de televisió catalana de TV3 que s'estrenà el 9 d'agost del 2021. Està formada per sis episodis independents de 20 minuts que transcorren en una bugaderia. És una producció d'Aguacate & Calabaza Films dirigida per Alba Simón i Ana Millán.

## Argument
Els episodis de Buga Buga expiquen històries independents amb una bugaderia com a punt comú. Hi una parella en crisi, a l'espera d'un nadó, que decideix revifar la seva relació revivint el primer cop que es van conèixer; un adolescent que s'enfronta a la seva colla per evitar que facin bullying a un amic; una noia que rep una videotrucada de la seva parella, que viu en un altre país, que acaba de manera inesperada; un home gran que va a la bugaderia a rentar la roba de la seva dona morta; uns amants que discuteixen sobre si han de posar punt final a la seva relació furtiva, i un grup d'amigues que es confessen mentre celebren l'aniversari d'una d'elles a la bugaderia.

## Repartiment[3]

### Capítol "Amigues"
- Laura Aubert com a Lore
- Txell Aixendri com a Valentina
- Núria Deulofeu com a Carla
- Pere Arquillué com a cap

### Capítol "Embarassades"
- Roser Tapias com a Lu
- Kathy Sey com a Marta
- Javier Beltrán com a Bernat
- Aimar Vega com a noi
- Paco Moreno com a paleta

### Capítol "Triangle"
- Vicenta N'Dongo com a Amanda
- Roger Batalla com a Roc
- Rafa Valls com a tècnic

### Capítol "Avi"
- Fermí Reixach com a avi
- Eli Iranzo com a Lucia
- Anna Cerveró com a Anna

### Capítol "Os"
- Aitor Valadés com a Marc
- Carles Cruces com a Celso
- Maria Morera com a Mire
- Eduard Amado com a Òscar
- Gina Santaló com a Sheila
- Marco Martinetti com a Dani
- Xavi Cuevas

### Capítol "Tinder"
- Emma Arquillué com a Àlex
- Pablo Macho com a Marco